# Sōma Yuki
Sōma Yūki (相馬 勇紀 (Tướng Mã Dũng Kỷ) sinh ngày 25 tháng 2 năm 1997)là một cầu thủ bóng đá người Nhật Bản.

## Sự nghiệp câu lạc bộ
Yuki Soma đã từng chơi cho Nagoya Grampus.